# NGC 4723
NGC 4723 је спирална галаксија у сазвежђу Гавран која се налази на NGC листи објеката дубоког неба.
Деклинација објекта је - 13° 14' 12" а ректасцензија 12h 51m 3,0s. Привидна величина (магнитуда) објекта NGC 4723 износи 14,5 а фотографска магнитуда 15,1. NGC 4723 је још познат и под ознакама MCG -2-33-26, PGC 43508.